# Корнійко Олександр Юрійович
Корнійко Олександр Юрійович (нар. 7 серпня 1988, Київська область) — український лижник, біатлоніст. Майстер спорту України.

## Біографія
Корнійко Олександр Юрійович народився 7 серпня 1988 року в місті Бровари Київської області. Олександр почав ходити у 8 років, з народження має дисплазію нижніх кінцівок та відсутність колінних суглобів. Хлопець витримав понад 19 операцій на нижніх кінцівках. Зараз пересувається в ортопедичному шино-шкіряному апараті.
Олександр почав займатися боксом з 11 років, потім займався пауерліфтингом, плаванням, армреслінгом. Отримав звання кандидата в майстри спорту в паралімпійському пауерліфтингу, плаванні та армспорті.
З 2012 року спортсмен почав займатися лижними перегонами й біатлоном. Проживає в с. Требухів Броварського району Київської області.

## Спортивна кар'єра
У 2013 році брав участь у Чемпіонаті світу у м. Солефті (Швеція) та фіналі Кубку світу у м. Сочі (Росія). У 2014 році брав участь у змаганнях у м. Вуокатті(Фінляндія), у м. Оберстдорф (Німеччина) та Оберрід (Німеччина).